# IBK企業銀行アルトス
IBK企業銀行アルトス（韓国語: IBK기업은행 알토스）は、韓国・京畿道の南西部にある華城市を本拠地とする、女子バレーボールチーム。

## 歴史
2011年8月に韓国女子Vリーグ6番目のチームとして発足。ホームタウンの決定が難航したが、最終的に華城市になった。

## 主な成績
韓国Vリーグ
- 優勝：3回（2012-2013、2014-2015、2016-2017）
- 準優勝：3回（2013-2014、2015-2016、2017-2018）

KOVOカップ
- 優勝：3回（2013年、2015年、2016年）
- 準優勝：2回（2012年、2023年）

## 歴代所属選手
- キム・ヒジン
- イ・ヒョヒ
- パク・キョンナン
- パク・ジョンア
- ナム・ジヨン
- ユン・ヘスク
- イ・ソジン
- キム・サニ
- キム・スジ
- ヨム・ヘソン
- ピョ・スンジュ
- アレシア・リキューリック
- ビクトリア・ダンチャク
- デスティニー・フッカー
- エリザベス・マクマホン
- マディソン・リッシェル
- アドラ・アナエ
- カリーナ・オカシオ
- ダリ・サンタナ
- ブリタニー・アベルクロンビエ
- アンナ・ラザレワ